# Credito Romagnolo
Il Credito Romagnolo (conosciuto anche come Rolo), fu una banca di Bologna attiva principalmente in Emilia-Romagna, fondata nel 1896 come Piccolo Credito Romagnolo dal conte Giovanni Acquaderni, nato a Castel San Pietro Terme da genitori romagnoli imolesi, che ne fu anche il primo presidente fino al 1898.

## Storia
Espressione del movimento cattolico bolognese, l'istituto cominciò ad espandersi nel 1905, quando furono aperte le prime sedi fuori delle mura di Bologna, nei paesi della provincia; poi nella provincia di Ferrara (Cento, Bondeno, Copparo, Massa Fiscaglia, Portomaggiore, Argenta, Comacchio) e progressivamente in Romagna (Imola, Faenza, Castel Bolognese, Lugo, Ravenna e nel Forlivese).
Successivamente sorsero contrasti tra Bologna e Ferrara sui criteri direttivi dell'attività della banca (governance). Si arrivò quindi alla decisione del Tribunale di Bologna del 17 luglio 1914, che sancì la separazione delle attività in territorio ferrarese (esse costituirono il «Piccolo Credito»). Bologna e la Romagna, insieme, formarono il «Credito Romagnolo», passando anche da società cooperativa a società per azioni (nella terminologia dell'epoca, società anonima).
Nel 1977 era la ventunesima banca italiana per raccolta.
Nel 1992 assorbì la Banca del Friuli  e due anni dopo, nell'ottica di un rafforzamento sull'asse adriatico, acquisisce il 35% della Banca Popolare del Molise.
Nel 1995 cessò di esistere per essere incorporata, insieme a Carimonte, nella Rolo Banca 1473, la quale, dopo aver incorporato le due controllate, successivamente (2002) entrò nel gruppo Unicredit.
La filiale UniCredit Rizzoli di Bologna, in via Guglielmo Oberdan 9, fu la sede storica del Credito Romagnolo.
Palazzo Magnani, in Via Zamboni 26 a Bologna, fu sede storica della Direzione generale dell'istituto bancario. I suoi locali ospitano tuttora diverse opere d'arte di artisti importanti quali Annibale Carracci, il Guercino e Giorgio Morandi.